# Taj Khan Karrani
Taj Khan Karrani (Hindi ताज ख़ान करानी bengalisch তাজ খান কররানী paschtunisch; Regentschaft 1564–1566) war der Gründer der Karrani-Dynastie, einer paschtunisch-afghanischen Dynastie von Karlan-Paschtunen die über Bengalen, Orissa und Teile von Bihar herrschten.

## Geschichte
Taj war ursprünglich ein Angestellter des afghanischen Herrschers Sher Shah Suri. Nach dem Tod des Herrschers Islam Shah Suri folgte eine Zeit der Machtkämpfe, in denen Taj sich gegen den letzten Sur-Herrscher, Adil Shah Suri, wandte. Adil Shah entsandte Hemu, der ihn in einer Schlacht bei Chibra-mow (Chhatramau), etwa 40 Kos (~ 104 km) von Agra entfernt, stellte. Taj entkam jedoch und erbeutete zusätzlich Adils Schatz und eine Truppe (Halka) mit hundert Elefanten. Er floh und vereinigte seine Einheiten mit den Truppen seiner Brüder `Imad, Sulaiman Khan und Khwaja I’lyas, die bereits mehrere Gebiete am Ganges und bei Khawaspur Tanda erobert hatten. Die Truppen der Karranis trafen auf dem gegenüberliegenden Ufer des Ganges erneut auf Adil Shah und Hemu trug letztendlich den Sieg davon. Taj Khan floh daraufhin nach Bengalen, wo er geschickt interne Konflikte in der Region ausnutzte. In dieser Zeit wurde Delhi von Humayun, dem zweiten Mogul-Herrscher erobert. Taj konnte die Situation in Bengalen weiter ausnutzen und ermordete Ghiyasuddin Shah III., bevor er ein großes Gebiet im südöstlichen Bihar und West-Bengalen eroberte. Er legte damit den Grundstein der Karrani-Dynastie in Bengalen, verstarb jedoch im Jahr seines Sieges. Sein jüngerer Bruder Sulaiman Khan Karrani wurde sein Nachfolger.